# 大田原市立野崎中学校
大田原市立野崎中学校（おおたわらしりつ のざきちゅうがっこう）は、栃木県大田原市薄葉にある公立中学校。

## 通学区域
大田原市立薄葉小学校・石上小学校の通学区域に相当する。
大田原市
- 親園の一部
- 実取の一部
- 下石上
- 薄葉
- 平沢
- 野崎1丁目
- 野崎2丁目
- 上石上

## 進学前小学校
- 大田原市立薄葉小学校
- 大田原市立石上小学校